# کوتویت (ماساچوست)
کوتویت (به انگلیسی: Cotuit) یک روستا در ایالات متحده آمریکا است که در برنستبل، ماساچوست واقع شده‌است. کوتویت ۱۷٫۱۰ کیلومتر مربع مساحت و ۳٬۲۹۶ نفر جمعیت دارد.